# Zawada (Basse-Silésie)
Pour les articles homonymes, voir Zawada.
Zawada est une localité polonaise de la gmina de Syców, située dans le powiat d'Oleśnica en voïvodie de Basse-Silésie.